# مالين الواد 1 (تامدروست)
مالين الواد 1 هي إحدى مشيخات المملكة المغربية، تتبع جغرافيا لإقليم سطات وإداريًا لتامدروست. يقدر عدد سكانها بـ 5189 نسمة حسب الإحصاء الرسمي للسكان والسكنى لسنة 2004.